# Alexander Titow
Alexander Sergejewitsch Titow (russisch Александр Сергеевич Титов; * 29. Mai 2000 in Ulan-Ude) ist ein russisch-kirgisischer Eishockeyspieler, der seit 2018 bei Ala-Too Dordoi in der kirgisischen Eishockeyliga spielt.

## Karriere
Alexander Titow begann seine Karriere bei der Tjumenski Legion in der russischen U16-Liga und spielte von 2016 bis 2018 bei CZVS Nowosibirsk, der Mannschaft des Wintersportzentrums Nowosibirsk, in der russischen U18-Liga. 2018 wechselte er nach Kirgisistan und spielt seither für Ala-Too Dordoi aus der Stadt Naryn in der kirgisischen Liga. 2020 wurde er mit Dordoi Kirgisischer Meister.

### International
Für die kirgisische Nationalmannschaft nahm Titow an der Qualifikation zur Weltmeisterschaft der Division III 2019, der Weltmeisterschaft der Division IV 2022, als er beim Heimturnier in Bischkek mit acht Toren drittbester Torschütze nach seinen Landsleuten Wladimir Nossow und Wladimir Tonkich war, und an den Weltmeisterschaften der Division III 2023, als er mit zehn Toren erneut drittbester Torschütze (diesmal nach seinem Landsmann Mamed Seifulow und dem Bosnier Mirza Omer) war, und 2024 teil. 2019 führte die Tatsache, dass für ihn keine gültige Spielerlaubnis vorlag, dazu, dass vier der fünf Spiele gegen die kirgisische Mannschaft gewertet wurden. Zudem vertrat er seine Farben bei der Olympiaqualifikation für die Winterspiele in Peking 2022.

## Erfolge und Auszeichnungen
- 2020 Kirgisischer Meister mit Ala-Too Dordoi
- 2022 Aufstieg in die Division III, Gruppe B, bei der Weltmeisterschaft der Division IV
- 2023 Aufstieg in die Division III, Gruppe A, bei der Weltmeisterschaft der Division III, Gruppe B